# بلال عبد الله
بلال عبد الله (2 سبتمبر 1966 -)، ممثل إماراتي. بدا التمثيل في المسرح في عام 1988 وشارك في أدوار كوميدية عديدة واشتهر في برامج الكامير الخفية.    
حاصل على جائزة أفضل ممثل في مهرجان أيام الشارقة 

## أهم أعماله الفنية[8]
- مسلسل خالد بن الوليد ج2 في عام 2007.
- فيلم خفايا في عام 2007.
- فيلم ظل البحر في عام 2011.
- مسلسل حارش ووارش في عام 2015
- مسلسل القياضة ج2 في عام 2015.
- مسلسل حريم أبوي في عام 2016.
- مسلسل خيانة وطن في عام 2016.
- مسلسل حزاوينا خليجية في عام 2016.
- مسلسل طماشة ج6 في عام 2017.
- فيلم كارت أحمر في عام 2017.
- مسلسل البطران في عام 2018.
- مسلسل الماجدي بن ظاهر في عام 2018.
- مسلسل دكتور بسبس في عام 2019.
- مسلسل الطواش في عام 2019.
- مسلسل أحلى أيام في عام 2020.
- مسلسل بنت صوغان في عام 2020.
- بعد الخميس في عام 2020.

### الأفلام
- المهد
- لورنس العرب

### الإخراج
نصف قلب

## روابط خارجية
- بلال عبد الله على موقع قاعدة بيانات الأفلام العربية